# Guillermo Gutiérrez (Radsportler)
Guillermo Gutiérrez (* 8. Juni 1964) ist ein ehemaliger mexikanischer Radrennfahrer.

## Sportliche Laufbahn
Gutiérrez war Teilnehmer der Olympischen Sommerspiele 1984 in Los Angeles. Im Mannschaftszeitfahren wurde der Vierer aus Mexiko mit Raúl Alcalá, Felipe Enríquez, Guillermo Gutiérrez und Cuauthémoc Muñoz auf dem 17. Rang klassiert.
Auch 1988 startete er bei den Olympischen Sommerspielen 1988 in Seoul. Im Mannschaftszeitfahren belegte Mexiko mit Gabriel Cano, Guillermo Gutiérrez, Héctor Pérez und Luis Rosendo Ramos Maldonado den 22. Rang.
Bei den Zentralamerika- und Karibikspielen 1990 gewann er die Silbermedaille im Mannschaftszeitfahren.